# راندة (سويسرا)
راندة (بالإنجليزية: Randa)‏ هي بلدية في منطقة فيسب في كانتون فاليه في سويسرا. يمكن الوصول إلى القرية عن طريق البر والسكك الحديدية، ولديها موقع تخييم يقدم خدمة سيارات الأجرة إلى مدينة زيرمات الخالية من السيارات.

## التاريخ
تم ذكر راندة لأول مرة عام 1305 باسم رندة.
في عام 1819، دمرت القرية بالكامل تقريبًا جراء الانفجار الناجم عن انهيار جليدي ضخم سقط في مكان قريب.

## روابط خارجية
- الموقع الرسمي